# San Pedrito, Sonora
San Pedrito är en ort i Mexiko.   Den ligger i kommunen Navojoa och delstaten Sonora, i den västra delen av landet, 1 300 km nordväst om huvudstaden Mexico City. San Pedrito ligger 62 meter över havet och antalet invånare är 216.
Terrängen runt San Pedrito är huvudsakligen platt, men norrut är den kuperad. Runt San Pedrito är det ganska tätbefolkat, med 56 invånare per kvadratkilometer. Närmaste större samhälle är San Antonio de los Ibarra, 15,6 km nordost om San Pedrito. Omgivningarna runt San Pedrito är i huvudsak ett öppet busklandskap.